# ジャクリーヌ・ド・ロンウィ

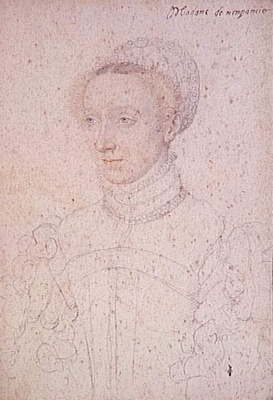
モンパンシエ公爵夫人ジャクリーヌ、F・クルーエ画、1550年

ジャクリーヌ・ド・ロンウィ（Jacqueline de Longwy, 1520年頃 - 1561年8月28日）は、ヴァロワ朝時代フランスの王家の一員。フランス王フランソワ1世の姪にあたり、モンパンシエ公ルイ3世の最初の妻となった。

## 生涯
アミアン司教クロード・ド・ロンウィ枢機卿の兄弟であるパニー男爵ジャン4世・ド・ロンウィと、フランソワ1世王の庶出の異母姉妹であるバル＝シュル＝セーヌ女伯ジャンヌ・ダングレームの間の娘の1人。1538年、血統親王の1人のラ・ロッシュ＝シュル＝ヨン公ルイと結婚する。結婚に際して、叔父フランソワ1世王は、花婿の母親ルイーズ・ド・モンパンシエに、その兄のブルボン公シャルル3世が1523年の反逆行為によって没収された所領の一部とモンパンシエ公爵位を再び授けた。夫はジャクリーヌ最晩年の1561年に母親から公爵位を継承する。
ジャクリーヌは結婚前の1533年には宮廷入りしており、母ジャンヌがその女官長を務めていた王妃エレオノール・ドートリシュの侍女（フィーユ・ドヌール）を務め、結婚後も王妃付き女官として1543年まで宮仕えした。1560年にはメアリー・ステュアートの王妃付き女官に復帰した後、母后摂政カトリーヌ・ド・メディシスの王妃女官長に転じ  、亡くなるまで務めた。カトリーヌとは親友の間柄で、1560年にはカトリーヌの意を受け、幼王シャルル9世の摂政就任を要求していたナバラ王アントワーヌ・ド・ブルボンを説得し、要求を取り下げさせることに成功した。
父の爵位・所領は姉の夫ブリオン提督が相続したのに対し、ジャクリーヌは母がフランソワ王から授与されたバル＝シュル＝セーヌ伯爵位と所領を相続した。ジャクリーヌは夫とともに、ヴァロワ朝宮廷の高位王室メンバーとして王家の種々の慶事や儀礼に参加した。1556年、王妃付き侍女フランソワーズ・ド・ロアンがヌムール公ジャック・ド・サヴォワに秘密結婚の約束をされた上で妊娠させられるスキャンダルが起きた際には、王妃カトリーヌによってディアーヌ・ド・ポワチエ及びモンモランシー公爵夫人とともに、この事件の審理担当者に任じられた。
1561年、夫の公爵位襲爵直後に亡くなった。夫は1570年にギーズ家のカトリーヌと再婚している。

## 子女
- フランソワーズ（1539年 - 1587年） - 1559年ブイヨン公・スダン公アンリ＝ロベールと結婚
- アンヌ（1540年 - 1572年） - 1561年ヌヴェール公フランソワ2世と結婚
- ジャンヌ（1541年 - 1620年） - ポワティエ女子修道院長（1570年）およびジュアール女子修道院長（1573年）
- フランソワ（1542年 - 1592年） - モンパンシエ公
- シャルロット（1547年 - 1582年[1]） - ジュアール女子修道院長、1575年にオラニエ公ウィレム1世と結婚
- ルイーズ（1548年 - 1586年） - ファルムティエおよびジュアール女子修道院長

四女シャルロットを通じて、ジャクリーヌは現在のイギリス王室・オランダ王室など諸王家の先祖の1人となった。

## 引用・脚注
1. 1 2  Couchman 1997, p. 104.
2. 1 2  McIlvenna 2016, p. 48.